# واناند، سیونیک
واناند (به ارمنی: Վանանդ) یک روستا در ارمنستان است که در شورنوخ واقع شده‌است.  در  کیلومتری جنوب کاپان، مرکز استان سیونیک واقع شده است.